# Friesland
Friesland [ˈfrislɑnt] (uitspraakⓘ); officieel, Fries: Fryslân [ˈfrislɔ̃ːn] (uitspraakⓘ) is een provincie in Noord-Nederland.
Friesland telde in 2020 649.957 inwoners. De hoofdstad is Leeuwarden. Naast het Nederlands heeft in de provincie het Fries de status van officiële bestuurstaal.

## Geografie

### Ligging
Friesland heeft een lange kustlijn, die zich uitstrekt langs het IJsselmeer en de Waddenzee. De provincie ligt voornamelijk op het vasteland en omvat ook de Waddeneilanden Vlieland, Terschelling, Ameland en Schiermonnikoog.
Friesland maakt deel uit van Groter-Friesland, een historische regio die zich uitstrekte van Noord-Holland tot de huidige Deense grens. Vanwege zijn historische ligging spreekt men ook van Westerlauwers Friesland, ten westen van de rivier Lauwers. Hieraan ontleend is de Duitse benaming Westfriesland.
Qua totale oppervlakte (inclusief water) is Friesland de grootste provincie van Nederland. Qua landoppervlak staat het op de derde plaats. De provincie ligt erg laag. Het hoogste punt op het vasteland is de Bosberg bij Appelscha (26,6 meter). Met de Waddeneilanden meegerekend, ligt het hoogste punt op het Vuurboetsduin (45 m).
Het gedeelte op het vasteland grenst aan de provincies Flevoland, Overijssel, Drenthe en Groningen. Via de Afsluitdijk bestaat er ook een grens met Noord-Holland.

### Landschap

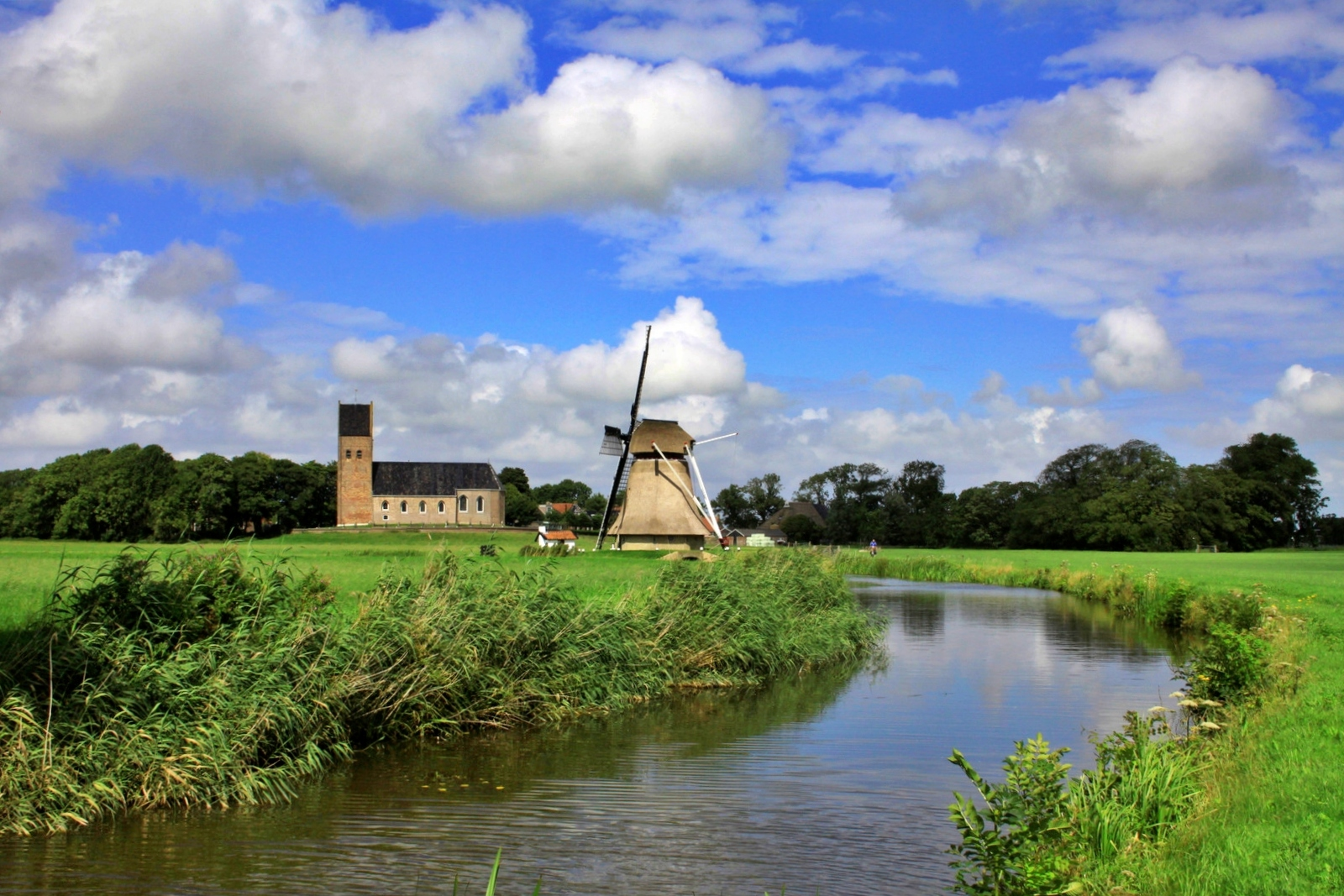
Landschap bij Wanswerd

De vereniging It Fryske Gea (= het Friese Landschap) is de provinciale instantie voor natuurbeheer.
Friesland heeft een open landschap en is waterrijk. Het Friese landschap bestaat uit negen verschillende landschappen. Er liggen ook vier nationale parken en twee beschermde landschappen.

## Naam

### Betekenis
In de middeleeuwse historiografie werd algemeen aangenomen dat Friesland zijn naam dankt aan een legendarische stichter genaamd Friso. Anderzijds verhaalt het Oude Goudse Kroniekje (± 1450) hoe keizer Valentinianus den Rijn neder quam ... inder wilder Neder Sassen lant ... ende om dattet soo couden lant is, soo dedent die Romeynen Vrieslant hieten. Recenter is de veronderstelling dat de benaming 'Fries' oorspronkelijk 'krulharig volk' betekende.

### Fryslân
Op 1 januari 1997 werd de officiële naam van de provincie door de Friese Provinciale Staten veranderd van ‘Friesland’ in ‘Fryslân’. In november 2004 besloot het Ministerie van Binnenlandse Zaken erop toe te zien dat de officiële naam in overheidsstukken ook consequent wordt gebruikt.

### Heitelân
It Heitelân (Nederlands: het vaderland) is voor Friezen om utens, dit wil zeggen Friezen die buiten Friesland verhuisd zijn, een veel gebruikte term om Friesland aan te duiden.

## Geschiedenis en archeologie

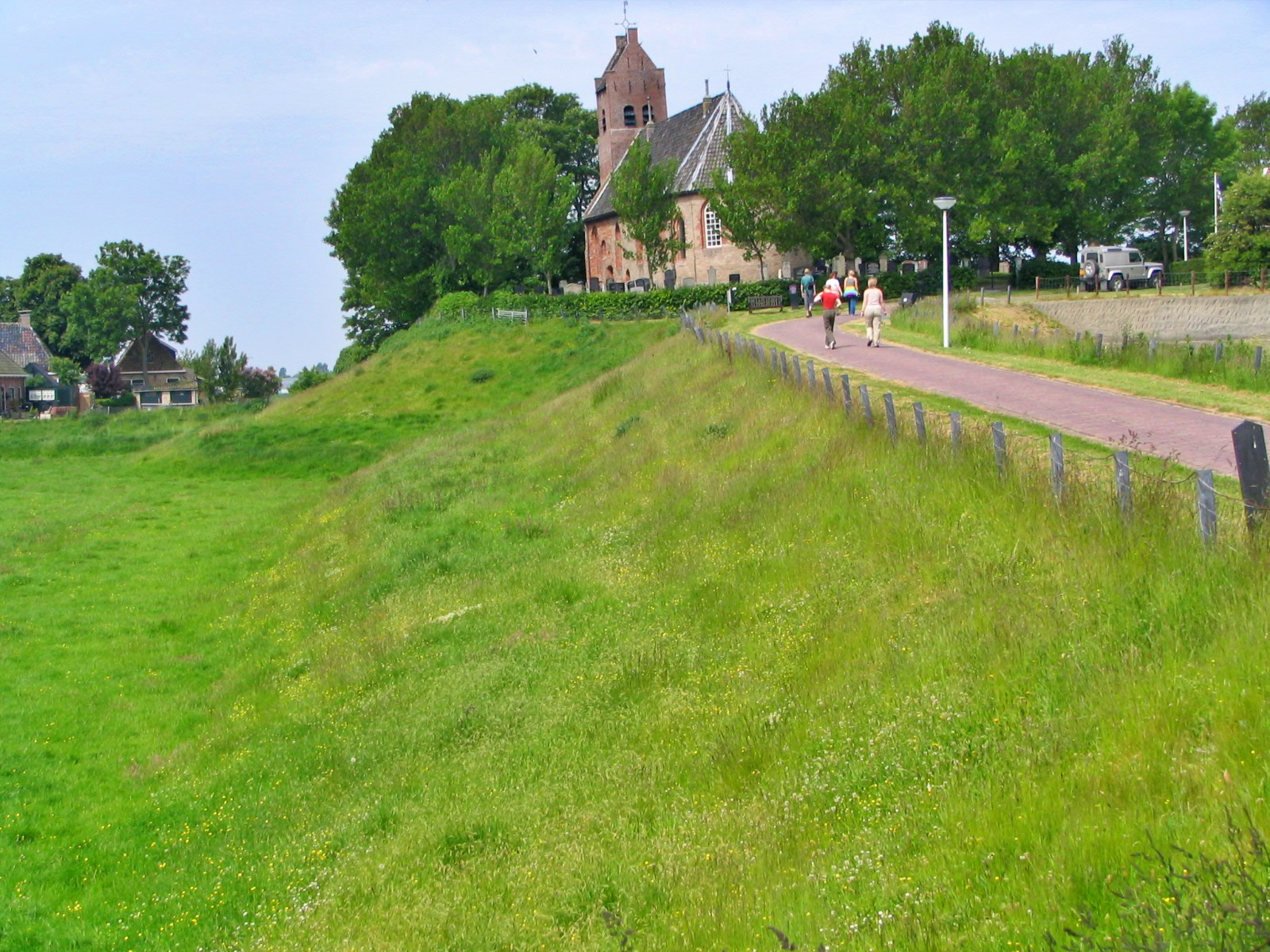
Hogebeintum: Friesland in de terpentijd

Koninkrijk van de Friezen omstreeks 700

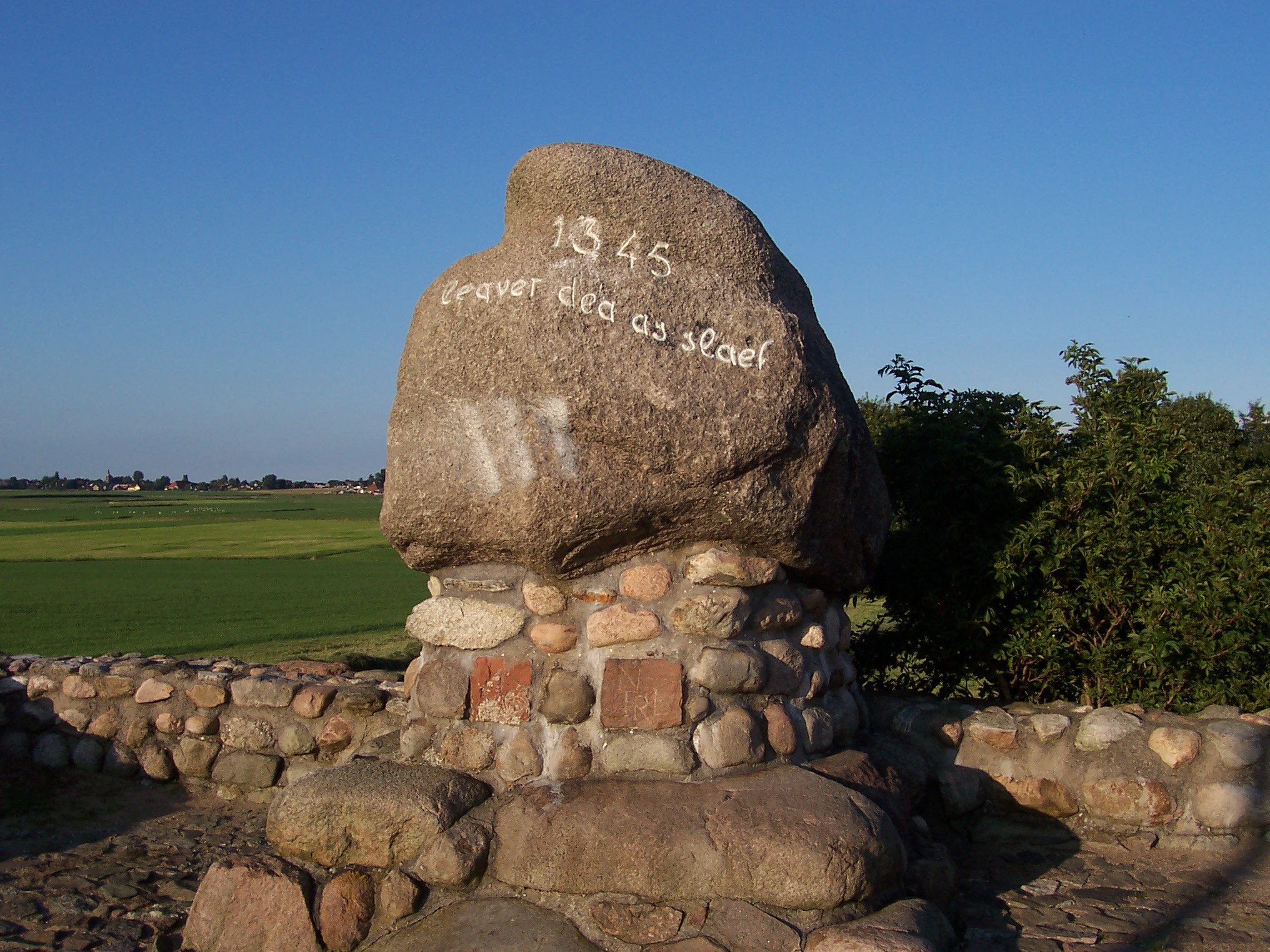
Monument ter herdenking aan de Slag bij Warns

### Archeologie
In 1939 is bij het toenmalige Wijnjeterp een vuurstenen vuistbijl gevonden. Mogelijk trokken aan het einde van de laatste ijstijd, ruim 14.000 jaar geleden, jagers-verzamelaars over de hoge zandruggen langs de beken in het zuiden en oosten van Friesland. Deze eerste rondtrekkende moderne mensen in het huidige Friesland waren van de Hamburgcultuur. Bivakplaatsen van deze rendierjagers zijn aangetroffen bij Makkinga (Lochtenrek), Oldeholtwolde en Ureterp.

### Prehistorie en oudheid
Van ongeveer 400 tot 200 voor Chr. begon een proto-Friese cultuur te ontstaan in het gebied tussen de Vlie en Eems. Gezien het gevaar voor overstromingen, verhoogde men de natuurlijke hoogten tot kunstmatige heuvels, de zogenaamde terpen en wierden. Veel van de archeologische rijksmonumenten in Friesland zijn dergelijke terpen.

### Romeinen
De Romeinen, die vanaf 16 v.Chr. vanuit Italië grote delen van Europa hadden veroverd, kwamen het gebied binnen via het Flevomeer in 12 v.Chr., onder aanvoering van de grote bevelhebber generaal Drusus, die op dat moment gouverneur van Gallië was. De verhoudingen waren toendertijd eerder als samenwerking te duiden dan als vijandelijke overname, de bevolking ondersteunde Drusus bij zijn verdere veldtocht naar Germania. Halverwege de eerste eeuw richtte het Romeinse Rijk een apart Fries bestuursgebied in, het had eigen gezagsdragers en wetten, die op Romeinse leest waren geschoeid. De eerste Friese voormannen die bij naam bekend zijn waren Malorix en Verritus, die in 54 grondgebied langs de Rijn in bezit namen en daarna door de Romeinen verjaagd werden.  De Romeinse geschiedschrijver Tacitus vermeldt het volk der Frisii in zijn werk Germania, ze heetten Φρισίοι bij de auteur Cassius Dio.

### Koninkrijk Friesland (500–1000)
Tijdens volksverhuizingen in de 4e eeuw vestigden zich andere Germaanse stammen in de Friese gebieden die de naam van het land waarin zij terechtkwamen en van het volk dat daar van oudsher woonde overnamen. Vier Friese koningen kennen we bij naam: Audulf, Aldgisl, Radboud (Redbad) en Poppo. Het Friese koninkrijk reikte van het Zwin tot aan de Wezer, blijkens de Friese Wetten, die omstreeks 800 uitgevaardigd werden. Deze zone zullen 19e- en 20e-eeuwse historici later 'Groter-Friesland' noemen. In 734 werd het koninkrijk ingelijfd door de Franken.
Omstreeks 750 kwam de missionaris Bonifatius naar Friesland, om er het christendom te brengen. Voorlopig had dat geen succes en hij moest het met zijn dood bekopen. Na 850 werden her en der de eerste abdijen in Friesland gesticht. Frankische Kloosters als Fulda en Echternach kregen na de pacificatie van Friesland uitgebreide landerijen geschonken als keizerlijke schenkingen, met de bedoeling deze landbouwkundig te ontwikkelen. De komst van de abdijen was voor Frisia Magna (Groot Friesland) van groot belang, gezien de ontwatering die op initiatief van de kloostergemeenschappen ondernomen werden. Als abten werden  edellieden benoemd die, als zij Friezen waren, ook de band met de bevolking versterkten.

### De Friese vrijheid (1000–1500)
Al in de vroege middeleeuwen bestond Groter-Friesland uit drie deelgebieden: West-Frisia (van het Zwin tot de Vlie), Midden-Frisia (van de Vlie tot de Lauwers) en Oost-Frisia (van de Lauwers tot de Wezer). Na 1000 viel West-Frisia uiteen in de heerlijkheden Zeeland, Holland en West-Friesland. In 1288–1297 nam Floris V van Holland West-Friesland in.
Evenals West-Frisia, vielen ook Midden- en Oost-Frisia uiteen. De vrije dorpen en stadjes die zo ontstonden, evolueerden echter niet tot traditionele heerlijkheden. Bovendien bleven zij nauw met elkaar samenwerken, onder andere de Zeven Friese Zeelanden die hun rechtspraak gemeenschappelijk organiseerden onder de Upstalsboom. Het ontbreken van een centraal gezag leidde echter ook tot onderlinge twisten, zoals de vete tussen de Schieringers en Vetkopers. De edelen in Midden- en Oost-Frisia zwoeren geen trouw aan vreemde leenheren (de 'Friese Vrijheid'). Een belangrijke overwinning voor het behoud van deze zelfstandigheid was de Slag bij Warns (1345).
Toch kwam na 1450 ook de onafhankelijkheid van Oost-Frisia in het gedrang. De meest westelijke dorpen in het Emsland kwamen onder invloed van Groningen en werden bij de  'Ommelanden van Groningen' gevoegd. De dorpen beoosten de Eems tot aan de Wezer werden door huwelijk (1455) verenigd tot graafschap Oost-Friesland, met Emden als hoofdstad. De eerste graaf van Oost-Friesland, Ulrich van Cirksena, zwoer trouw aan de keizer. Tegelijk waren de westelijke gebieden van Frisia onder de naam West-Friesland, na tevergeefs gewapend verzet, onder de Hollandse graven gekomen. Nu waren enkel de dorpen en stadjes in Midden-Frisia, het huidige Friesland, nog zelfstandig.

### Heerlijkheid Friesland (1500–1800)
In 1498 schonk keizer Maximiliaan van Oostenrijk (Midden)-Friesland en Groningen aan Albrecht van Saksen. Deze richtte de heerlijkheid Friesland op, bestuurd door het nieuwe Hof van Friesland. De bevolking verzette zich echter tegen de nieuwe machtshebber, en kreeg daarbij hulp van het hertogdom Gelre (Gelderse Oorlogen). Erfgenaam George van Saksen had onvoldoende middelen om de opstand te onderdrukken en verkocht zijn rechten aan Karel V (1515). Die verdreef de Geldersen en lijfde de heerlijkheid in bij de Habsburgse Nederlanden (1524). Een nieuwe ambtelijke bestuurslaag van niet-Friezen werd in Friesland gevestigd en zou Nederlands definitief een plaats geven als bestuurstaal.
In de jaren 1570, aan het begin van de Nederlandse Opstand, kwam de bevolking in opstand tegen stadhouder Robles. De Staten van Friesland namen de macht over en sloten zich aan bij de Unie van Utrecht. Tijdens de Tachtigjarige Oorlog kwam Friesland in handen van de Republiek. In het begin van de oorlog moesten nog veel protestanten vluchten, vooral naar de Oost-Friese stad Emden die een Nederlands protectoraat (1595) werd waar de Calvinistische Kerk een organisatorische basis kreeg. De eerste synodes van de Nederduitsch Gereformeerde Kerk vonden hier plaats en hoewel de kerkelijke bovenlaag na 1590 over de opstandige provincies uitstroomde bleef Emden een in cultuur Nederlandse stad totdat zij in 1744 onder het koninkrijk Pruisen kwam, toen Frederik II van Pruisen aanspraak maakte op geheel Oost-Friesland.

### Departement en provincie Friesland (1800–nu)
In 1802, ten tijde van de Bataafse Republiek, werd Friesland omgevormd tot departement Friesland. Voor korte tijd kwam ook Oost-Friesland weer bij de Nederlanden (Vrede van Tilsit). Na de ondergang van het Franse keizerrijk (1815) werd de oude situatie hersteld. Sindsdien is (Midden-)Friesland een provincie van Nederland, en Oost-Friesland een deel van Pruisen, later Duitsland.

## Taal

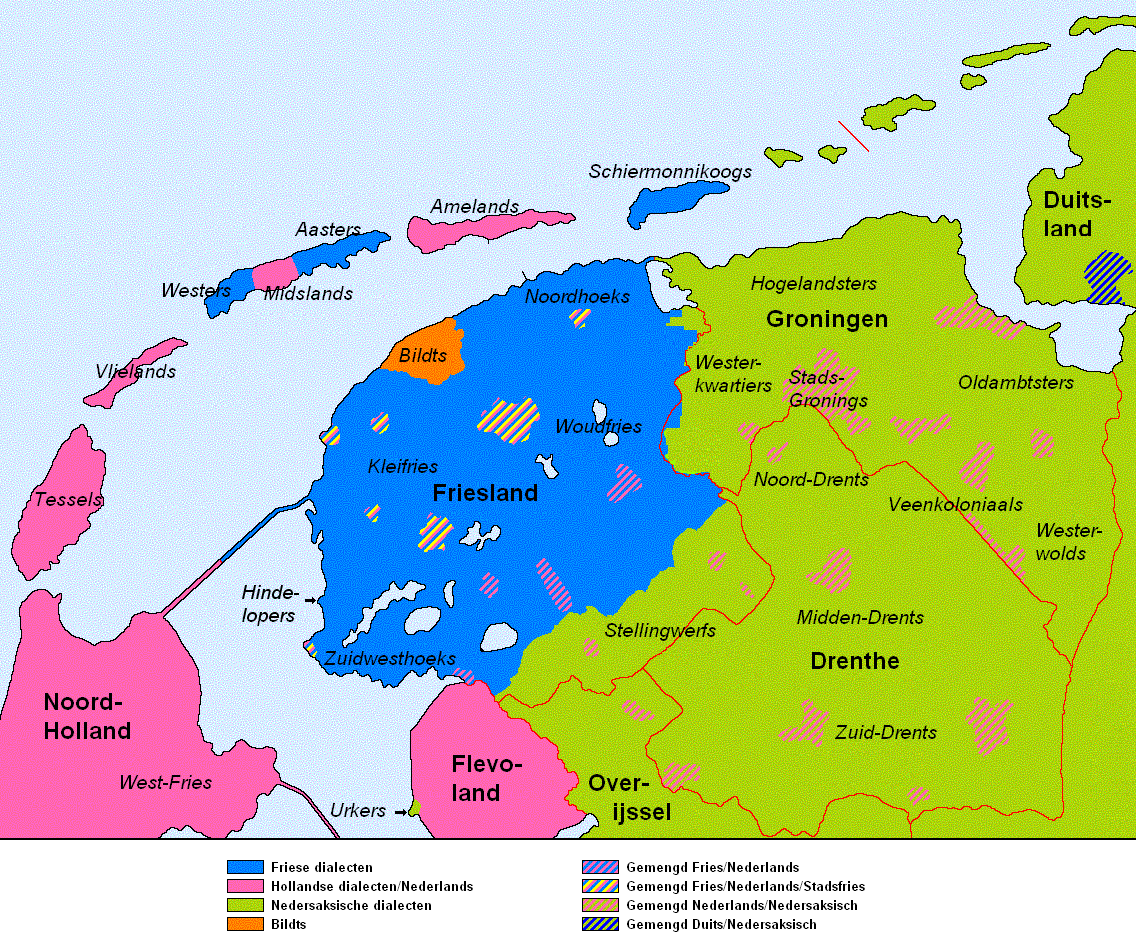
De taalsituatie in Noord-Nederland

### Fries
De talen die het meeste worden gesproken in de provincie zijn het Nederlands en het Fries (Frysk). Het Fries is sinds 1956 in de provincie Friesland naast het Nederlands een officiële bestuurstaal. Ook heeft het de status van minderheidstaal onder het Europees Handvest voor regionale talen of talen van minderheden. De taal kan gebruikt worden in de rechtspraak, hoewel ze daar weinig toepassing vindt. In het onderwijs wordt ze afwisselend gebruikt, afhankelijk van de inzet van de leerkrachten en de taalsamenstelling van de leerlingen. Om het gebruik van Fries te verhogen bestaat het Taalplan Frysk 2030, een project om via het onderwijs kinderen in aanraking te laten komen met de Friese taal.
Ook worden ambtenaren en politieagenten in Friesland geacht het Fries minstens te kunnen verstaan. In ruimere mate wordt Fries gebruikt door (een aantal) overheden en dan met name de provinciale, door gemeenten en door de media, en dan met name de regionale radio en de tv, voor zover deze geprogrammeerd worden door Omrop Fryslân. Sinds de jaren 1980 vindt er in Friesland een zekere optische verfriesing plaats, hetgeen met name tot uitdrukking komt in een groot aantal topografische namen die in het Fries zijn gesteld, zoals straat- en waternamen en plaatsnaamborden.
Behalve het Standaardfries heeft het Fries ook een aantal dialecten: het Kleifries, Woudfries en Zuidwesthoeks hebben daarvan het grootste aantal sprekers. Kleinere groepen spreken of spraken Aasters (op Terschelling), Hindeloopers, en Schiermonnikoogs. De gekende verschillen tussen de drie hoofddialecten, zoals de uitspraak van de <ei> in dei 'dag' of de verspreiding van de uu-klank in een woord als ‘huis’ dateren pas uit de 18e en 19e eeuw. Daarvoor bestonden er heel andere dialectverschillen (zo was er in de 17e en 18e eeuw een west-oostverschil in het meervoud van 'dag': deagen (west), dagen (oost)). Deze dialectverschillen verminderen in de ontwikkeling van een algemeen Standaard-Fries, dat al bestond als geschreven taal, maar nu ook als gesproken taal gelding verwerft.

### Nederlandse en Nedersaksische dialecten
In de Friese steden wordt onder meer Stadsfries, een Hollands dialect met sterke Friese invloeden, gesproken. Aan dit 'Friese Nederlands' zijn enkele andere dialecten verwant als Amelands, Bildts en op Terschelling Midslands. Ook in het dorp Kollum wordt een Stadsfries dialect gesproken: het Kollumers. Een verklaring voor het ontstaan van deze, overigens afnemend gebruikte, talen ligt in de nauwe contacten met Holland zoals die zich sinds de 16de eeuw ontwikkelen. De regionale mobiliteit die veel plattelanders naar de steden bracht betekende enig tegenwicht in die zin dat nu ook Fries in de steden wordt gebruikt, niet als algemeen taalmedium maar in onderlinge verbanden.
In het zuidoosten van de gemeente Noardeast-Fryslân (dat is het oostelijk deel van de voormalige gemeente Kollumerland en Nieuwkruisland) wordt vanouds, maar afnemend, een dialect gesproken dat verwant is met het dialect van het aangrenzende Groningse Westerkwartier: het Kollumerlands. In dat Westerkwartier liggen aan de grens met Friesland dan weer enkele dorpen waar vanouds Fries wordt of werd gesproken. In het zuidoosten van de provincie wordt beneden de Tjonger het Stellingwerfs gesproken dat aan de streektaal van noordwestelijk Overijssel en van zuidwestelijk Drenthe (Drents) verwant is. Deze streektaal behoort tot het Nedersaksisch. Onder andere de "Stichting Stellingwarver Schrieversronte" probeert het gebruik ervan nog te promoten.

### Plaatsnamen

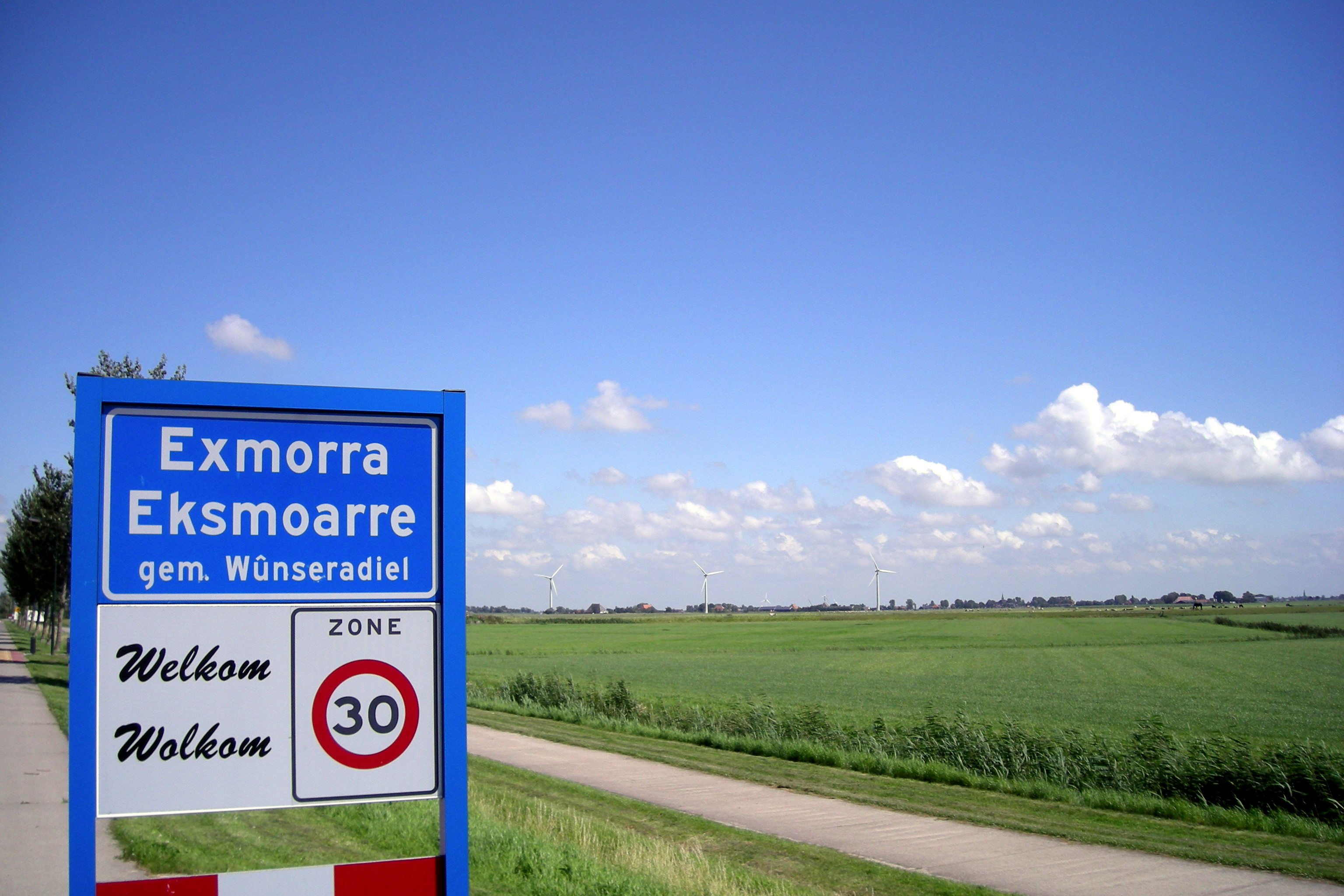
Exmorra (Nederlandse plaatsnaam)
Eksmoarre (Friese plaatsnaam)
Wûnseradiel (gemeente)

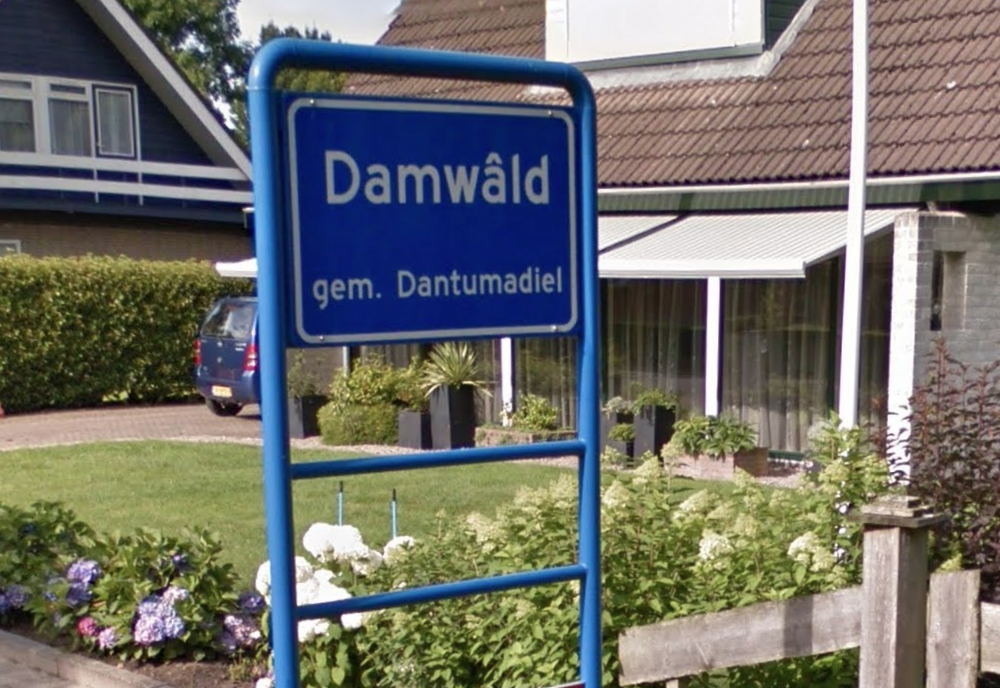
De gemeente Dantumadiel kent officieel uitsluitend Friestalige plaatsnamen. Op dit kombord staat dan ook enkel Damwâld, de onofficiële vertaling Damwoude ontbreekt.

Alle plaatsen in Nederland, dus ook in Friesland, hebben slechts één officiële naam. Dat is de naam die in bijvoorbeeld notariële akten en in de Gemeentelijke Basisadministratie en in de Basisregistraties Adressen en Gebouwen (BAG) wordt gebruikt.
Dat is in de meeste Friese gemeenten de Nederlandse naam, met uitzondering van twee gemeenten: Dantumadiel (Dantumadeel) en Tytsjerksteradiel (Tietjerksteradeel). Tevens zijn er gebieden in de gemeenten Leeuwarden, Súdwest-Fryslân, Waadhoeke en Noardeast-Fryslân die vroeger onderdeel waren van de gemeenten Menameradiel (Menaldumadeel), Littenseradiel (Littenseradeel), Leeuwarderadeel en Ferwerderadiel (Ferwerderadeel) waar de Friese namen officieel zijn. In een aantal van deze (voormalige) gemeenten worden naast de officiële namen ook de onofficiële Nederlandse benamingen op de komborden weergegeven. 
De verfriezing van plaatsnamen stuit op complicaties waar het niet om een Friese verbetering van een taalkundig Nederlandse of vernederlanste vorm gaat. Namen die een Oudfriese versie weergeven welke nooit modern werd aangepast vallen er voor sommige betrokkenen niet onder, zoals bleek uit het verzet tegen een aantal moderne aanpassingen  in de gemeente Noardeast-Fryslân, voorheen Dongeradiel.

### Nieuwe Friese taalwet
Toenmalig minister Donner van Binnenlandse Zaken kondigde op 12 februari 2011 bij Omrop Fryslân aan dat er een nieuwe Friese taalwet zou komen. Deze wet garandeert iedereen het recht om in de provincie Friesland zelf te kiezen voor de Nederlandse of de Friese taal in het contact met de overheid of in de rechtszaal. Een onderdeel van die wet is de introductie van een Raad voor de Friese taal. Deze raad kan met beleidsadviezen bijdragen aan het stimuleren en waarborgen van het gebruik van de Friese taal. In de praktijk kiezen Friestaligen ervoor om met niet-Friestaligen, en dat zijn (hogere) ambtenaren en rechters als regel, Nederlands te spreken. Aangezien vrijwel alle Friestaligen tweetalig zijn en genoemde functionarissen niet of nauwelijks moeten de redenen sociaalpsychologisch geduid worden: de sociale afstand die geschapen wordt door tussenkomst van een tolk die wanneer deze afstand ongunstig zou kunnen uitwerken voor het in het geding zijnde eigenbelang.

## Sport
‘Typisch Fries’

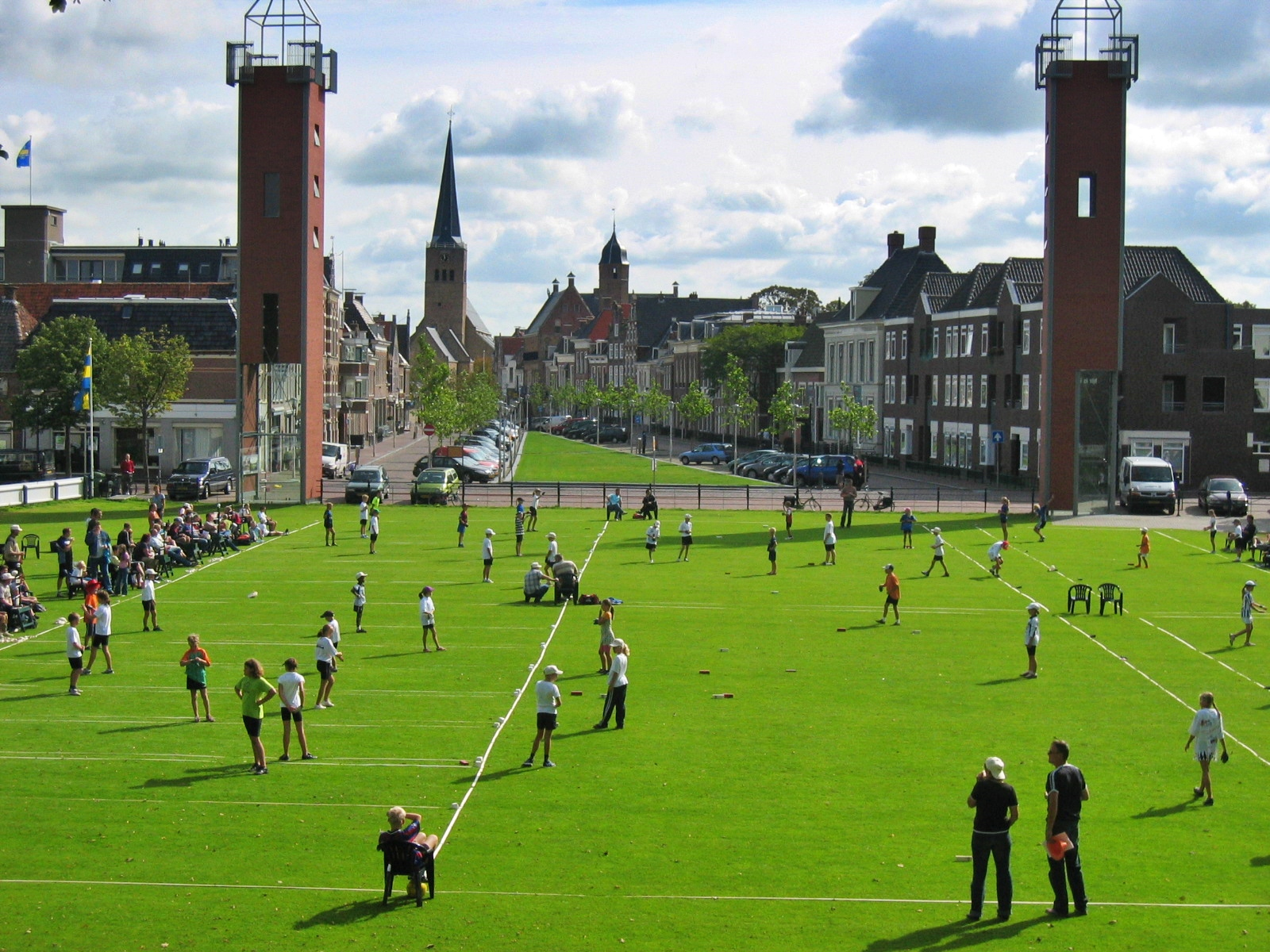
Kaatsen in Franeker

Een aantal sporten wordt, in meerdere of mindere mate terecht, als ‘typisch Fries’ beschouwd:
- Kaatsen: de belangrijke wedstrijd voor heren is de PC op het Sjûkelân in Franeker en de Freulepartij in Wommels. Deze partijen kennen ook een vrouwelijke versie. De frouljus PC in Weidum en de Ald Meijers in Hitzum.
- Fierljeppen (= polsstokverspringen): de wedstrijden in Friesland worden gehouden in Bergum, Buitenpost, It Heidenskip, IJlst, Joure en Winsum.
- Schaatsen: hoewel schaatsen (vooral hardrijden) ook elders in Nederland populair is, wordt het soms speciaal met Friesland geassocieerd. De Elfstedentocht is een van de belangrijkste sportevenement in Nederland. Ook de overdekte schaatsbaan Thialf staat in Friesland (Heerenveen).
  - Naast de Elfstedentocht op de schaats zijn er versies op de fiets, step of wandelend.
- Watersport: dankzij de vele meren en waterwegen in Friesland komen ook veel watersportliefhebbers uit andere delen van Nederland en uit Duitsland naar de provincie om er te varen. Bekend zijn het skûtsjesilen en de Sneekweek.

Overige sporten
- Friesland heeft twee profvoetbalclubs:
  - sc Heerenveen komt uit in de Eredivisie en speelt thuis in het Abe Lenstra Stadion.
  - SC Cambuur uit Leeuwarden komt uit in de Eerste Divisie en speelt thuis in het Kooi Stadion.
- Sportstad Heerenveen is een sportcomplex dat onder andere het Epke Zonderland Turncentrum huisvest.[14]

## Cultuur
Friesland kende van 1945 tot 1991 de cultuurorganisatie Fryske Kultuerried (Friese cultuurraad) met commissies voor muziek, zang, schilderkunst en beeldhouwkunst, literatuur, volkskunst, toneel en film. Opvolger als provinciale organisatie voor kunst en cultuur werd het Frysk Keunstynstitút, dat in 1993 werd opgevolgd door de cultuurorganisatie Keunstwurk.

### Media
- Regionale dagbladen: Leeuwarder Courant en Friesch Dagblad.
- Regionale omroepen: Omrop Fryslân.
- Regionale film: Centrum voor Film in Friesland met als onderdeel het Fries Film Archief.

### Musea

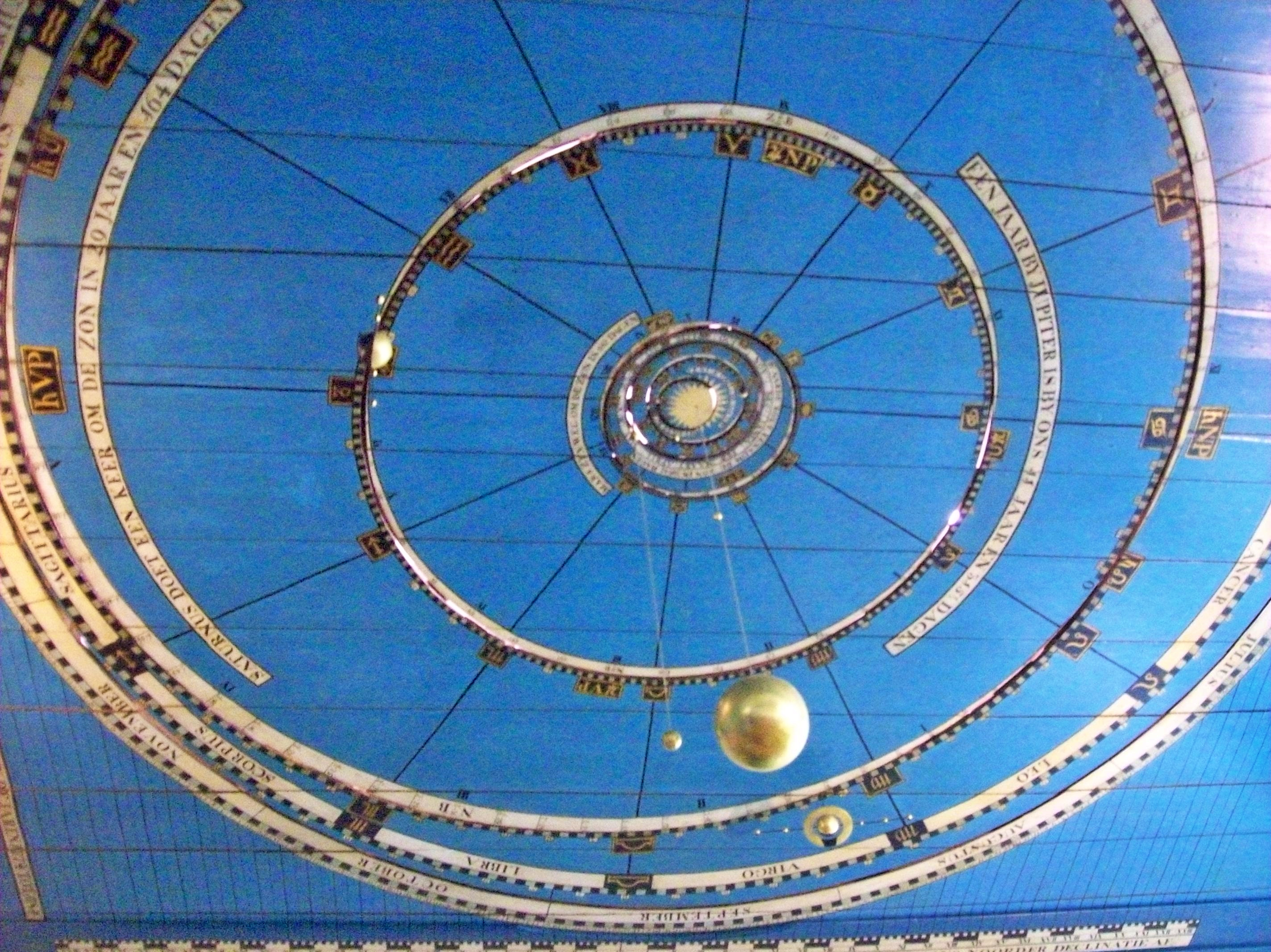
Koninklijk Eise Eisinga Planetarium

In 2014 ontvingen de musea in Friesland in totaal 965.400 bezoeken, ruim 100.000 bezoeken meer ten opzichte van 2013. Volgens Museumfederatie Fryslân ontvingen de volgende musea de meeste bezoekers: Fries Museum/Verzetsmuseum Friesland, Tresoar, Natuurmuseum Fryslân, Museum Belvédère, Koninklijk Eise Eisinga Planetarium, Natuurcentrum Ameland en het Jopie Huisman Museum.

### Muziek
In de jaren 80 van de twintigste eeuw was er een levendige Friese popmuziekscene. In de media Friese Bries genaamd. Voorname exponenten waren Kobus Gaat Naar Appelscha, Umberto di Bosse é Compadres en Visitor. Friestalige pop was er in die jaren van de experimentele band It Dockumer Lokaeltje.
Volksmuziek werd volop beleefd tijdens het jaarlijkse Friese volksmuziekfestival Tsjoch.
Bekende Friese orgelbouwer is Van Dam. Bekende Friese organisten zijn: Liuwe Tamminga (-2021), Jan Jongepier en Theo Jellema.

### Evenementen
- Frysk Festival, vijfjaarlijks festival in 1980, 1985, 1990, 1995, 2000 (Simmer 2000)
- Oerol, een jaarlijks festival op het eiland Terschelling
- Visserijdagen, een jaarlijks evenement in Harlingen
- Friese Ballonfeesten, een jaarlijks evenement in Joure
- Slachtemarathon, een vierjaarlijks sportevenement over de Slachtedijk
- Fiets Elfstedentocht, een jaarlijks sportevenement waarbij fietsers de Elfstedentocht fietsen
- Sneekweek, een internationaal zeilevenement nabij Sneek
- Flaeijelfeest, een jaarlijks evenement in Nieuwehorne
- Admiraliteitsdagen, een jaarlijks evenement in Dokkum
- Skûtsjesilen, jaarlijkse zeilwedstrijden met originele Friese platbodems, genaamd skûtsjes, op de Friese meren
- Oerrock, een jaarlijks festival met grote artiesten in Ureterp
- Agrarische dagen, een jaarlijks meerdaags evenement in Franeker
- Heamiel dagen, een vierdaags jaarlijks evenement in Bolsward

Daarnaast wordt er in vrijwel alle Friese dorpen een dorpsfeest georganiseerd. Dit is vaak een meerdaags evenement waarbij een kermis aanwezig is en er 's avonds een avondprogramma in een feesttent wordt gehouden. Dit omvat vaak muziek of acts door inwoners uit het dorp zelf.

### Keuken
De Friese keuken is oorspronkelijk een boerenkeuken. Met simpele voedzame gerechten, zoals stamppotten, bonengerechten en soep. Sipelsop is een uiensoep met geprakt hardgekookt ei en bestrooid met nagelkaas. Typisch Friese koeken zijn, oranjekoek, Friese kruidkoek, dumkes en sûkerbôle. Bekende streekkazen zijn Friese nagelkaas, Tynjetaler en Kollumer kaas. Berenburg is een Fries-Groningse kruidenbitter die wel It nasjonale slokje fan Fryslân wordt genoemd.
Heamiel is de traditionele feestmaaltijd die gegeten wordt nadat de hooioogst is binnengehaald. Het is in Bolsward en uitgegroeid tot een jaarlijks festival.

### Kunst in de openbare ruimte
In Friesland zijn diverse beelden, sculpturen en objecten geplaatst in de openbare ruimte, zie:
- Lijst van beelden in Friesland

### Cultuurgebieden
Binnen het Friese cultuurgebied kunnen nog drie grote cultuurgebieden worden onderscheiden: de Kleistreek, de Friese Wouden en de Zuidwesthoek. Ook zijn er gebieden die in mindere mate tot het Friese cultuurgebied behoren, waarvan de bekendste zijn het vanouds Saksische gebied ten zuiden van de Tjonger, het door Hollanders ingepolderde Het Bildt en de Waddeneilanden.

## Demografie
| Jaar | Inwoners |
| ---- | -------- |
| 1714 | 129.243  |
| 1748 | 135.195  |
| 1796 | 161.513  |
| 1811 | 175.366  |
| 1830 | 204.909  |
| 1840 | 227.859  |
| 1850 | 243.191  |
| 1860 | 269.701  |
| 1870 | 300.863  |
| 1880 | 329.877  |
| 1890 | 335.558  |
| 1900 | 340.263  |

| Jaar | Inwoners |
| ---- | -------- |
| 1910 | 363.625  |
| 1920 | 385.362  |
| 1930 | 402.051  |
| 1940 | 424.462  |
| 1950 | 465.267  |
| 1960 | 478.206  |
| 1970 | 521.820  |
| 1982 | 592.314  |
| 1990 | 599.151  |
| 1999 | 621.222  |
| 2010 | 646.305  |
| 2019 | 647.750  |

Bevolkingspiramide

De periode 1880-1900 laat een afvlakking van de groei zien. Ten gevolge van de landbouwcrisis emigreerden meer dan 20.000 Friezen naar de Verenigde Staten. In de jaren 50 van de 20e eeuw volgde opnieuw een emigratiegolf naar Noord-Amerika, nu vooral ook naar Canada.
Met een bevolkingsdichtheid van 195 inwoners per km² in 2021 is Friesland na Drenthe de dunst bevolkte provincie van Nederland.
Het geboortecijfer in Friesland bedraagt 9,0‰, ofwel 9,0 geboortes per duizend inwoners in 2020. Het geboortecijfer is de afgelopen decennia gedaald. In 1995 bedroeg het geboortecijfer nog 12,4‰, wat na 2003 (12,4‰) gedaald is naar 9,0‰ in 2020. In 2020 bedroeg het sterftecijfer 9,9‰. Het geboorteoverschot bedraagt −0,9‰ en is sinds 2015 negatief. Het gemiddelde kindertal bedroeg in 1988 1,67, wat steeg naar 2,00 in 2009 en 2010. Het kindertal is vervolgens gedaald naar 1,70 in 2020. De gemeentes met het hoogste kindertal waren Dantumadeel en De Friese Meren met beide 1,98 kinderen per vrouw. De gemeente met het laagste aantal kinderen per vrouw was Schiermonnikoog met 0,98 kinderen per vrouw.
De prognose is dat de bevolkingsomvang tot 2025 zal groeien tot 657.000 en daarna zal afnemen.
Op 1 januari 2021 had 10,5% van de bevolking in Friesland een migratieachtergrond. In 1996 bedroeg dit 6,6%. 5,2% heeft een westerse migratieachtergrond en 5,3% een niet-westerse migratieachtergrond. De gemeente met het hoogste percentage mensen met een migratieachtergrond was de gemeente Leeuwarden met 17,9%. De gemeente met het laagste percentage mensen met een migratieachtergrond was Achtkarspelen met 4,5%.

## Economie
Friesland heeft van oorsprong een uitgesproken agrarisch karakter. De provincie stond vooral bekend vanwege de veeteelt en de daarmee verbonden zuivelindustrie. Toerisme, met name op de meren in het zuidwesten van de provincie en op de Waddeneilanden, is in de zomer een belangrijke bron van inkomsten. Deze streken kennen in de winter een grote seizoenswerkloosheid. De sterk opkomende dienstensector concentreert zich in Leeuwarden, Drachten en Heerenveen. Ook de scheepvaart, met de haven van Harlingen en scheepswerven zoals in Makkum zijn een belangrijke economische activiteit in Friesland. 
De beroepsbevolking bestond in 2020 uit 339.000 personen, wat toen 3,8% was van de totale Nederlandse beroepsbevolking. Het bruto binnenlands product van de provincie bedroeg in 2019, € 20,7 miljard, oftewel 3,17% van het BBP van Nederland.

## Zorg
- Ziekenhuizen (beddencapaciteit in 2008)[25]: Medisch Centrum Leeuwarden (753), Tjongerschans (382) in Heerenveen, Nij Smellinghe (339) in Drachten, en het Antonius Ziekenhuis (307) in Sneek.
- GGZ Friesland

## Bestuur

### Politiek
Friesland wordt bestuurd vanuit het provinciehuis (Fries: provinsjehûs) aan de Tweebaksmarkt in Leeuwarden. Het college van Gedeputeerde Staten bestaat in de periode 2023-2027 uit een coalitie van BBB, CDA, FNP en ChristenUnie, onder voorzitterschap van commissaris van de Koning Arno Brok (VVD).
Verkiezingsuitslag 2023:
- BoerBurgerBeweging: 14 zetels
- PvdA: 5 zetels
- CDA: 4 zetels
- Fryske Nasjonale Partij: 4 zetels
- VVD: 3 zetels
- GroenLinks: 3 zetels
- ChristenUnie: 2 zetels
- PVV: 2 zetels
- Forum voor Democratie: 1 zetel
- SP: 1 zetel
- Partij voor de Dieren: 1 zetel
- D66: 1 zetel
- JA21: 1 zetel
- Provinciaal Belang Fryslân: 1 zetel

### Gemeentelijke indeling
Friesland is sinds 1 januari 2019 opgedeeld in 18 gemeenten (de officiële namen zijn cursief aangegeven waar deze afwijken van de hieronder gegeven naam):
| - Achtkarspelen - Ameland - Dantumadeel (Dantumadiel) - De Friese Meren (De Fryske Marren) - Harlingen - Heerenveen - Leeuwarden - Noardeast-Fryslân - Ooststellingwerf - Opsterland - Schiermonnikoog - Smallingerland - Súdwest-Fryslân - Terschelling - Tietjerksteradeel (Tytsjerksteradiel) - Vlieland - Waadhoeke - Weststellingwerf | Overzicht van de gemeenten (2018) |

## Plaatsen

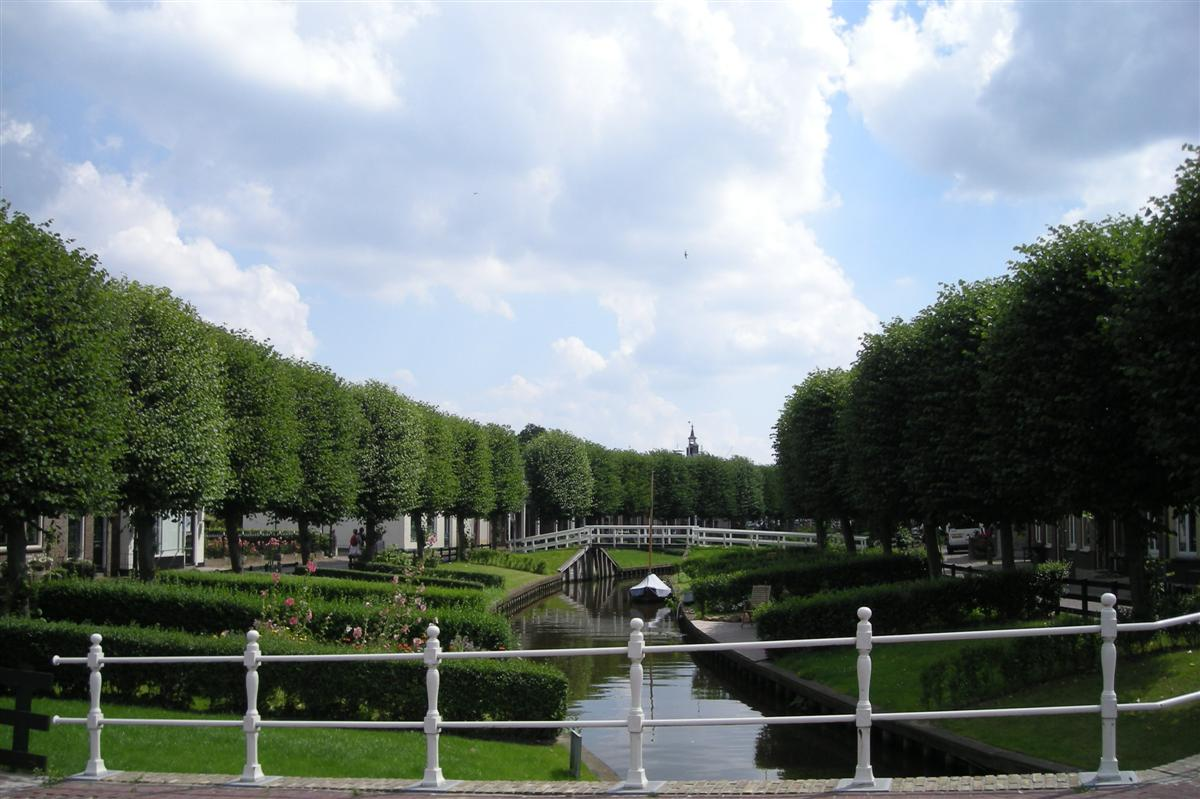
IJlst

Een overzicht van de plaatsen in Friesland (met Friestalige namen).

### Friese elf steden
De Friese elf steden zijn elf plaatsen in de Nederlandse provincie Friesland die stadsrechten hebben gehad en waar tevens de schaatsmarathon Elfstedentocht naar is genoemd.

### Grootste plaatsen
De grootste woonplaatsen in de provincie naar het aantal inwoners (2023) zijn:
| #  | Plaatsnaam  | Friese naam    | Inwoners |
| -- | ----------- | -------------- | -------- |
| 1  | Leeuwarden  | Ljouwert       | 95.890   |
| 2  | Drachten    | Drachten       | 44.990   |
| 3  | Sneek       | Snits          | 34.105   |
| 4  | Heerenveen  | It Hearrenfean | 30.680   |
| 5  | Harlingen   | Harns          | 15.200   |
| 6  | Wolvega     | Wolvegea       | 13.355   |
| 7  | Joure       | De Jouwer      | 13.060   |
| 8  | Franeker    | Frjentsjer     | 13.015   |
| 9  | Dokkum      | Dokkum         | 12.965   |
| 10 | Lemmer      | De Lemmer      | 10.370   |
| 11 | Bolsward    | Boalsert       | 10.120   |
| 12 | Bergum      | Burgum         | 9.960    |
| 13 | Oosterwolde | Easterwâlde    | 9.825    |
| 14 | Stiens      | Stiens         | 7.830    |
| 15 | Gorredijk   | De Gerdyk      | 7.430    |

### Beschermde stads- en dorpsgezichten
Friesland telt tien beschermde stadsgezichten en 48 beschermde dorpsgezichten (inclusief beschermde gebieden).

## Klimaat
Friesland heeft net als de rest van Nederland een gematigd zeeklimaat. Het klimaat wordt beïnvloed door de Noordzee. Hierdoor ontstaan er verschillen tussen het westen (Waddengebied en IJsselmeerkust) en het oosten van Friesland. De klimaatgegevens zijn van het KNMI-meetstation in Leeuwarden.
| Maand                                                               | jan   | feb   | mrt   | apr  | mei  | jun  | jul  | aug  | sep  | okt  | nov   | dec   | Jaar  |
| ------------------------------------------------------------------- | ----- | ----- | ----- | ---- | ---- | ---- | ---- | ---- | ---- | ---- | ----- | ----- | ----- |
| Hoogste maximum (°C)                                                | 12,6  | 14,4  | 20,4  | 26,0 | 28,7 | 32,5 | 31,4 | 33,8 | 29,1 | 23,8 | 16,4  | 14,2  | 33,8  |
| Gemiddeld maximum (°C)                                              | 4,6   | 5,1   | 8,3   | 11,4 | 15,9 | 18,1 | 20,3 | 20,8 | 17,6 | 13,4 | 8,7   | 5,8   | 12,5  |
| Gemiddelde temperatuur (°C)                                         | 2,4   | 2,5   | 5,0   | 7,4  | 11,6 | 14,3 | 16,4 | 16,6 | 13,9 | 10,1 | 6,1   | 3,6   | 9,2   |
| Gemiddeld minimum (°C)                                              | −0,2  | −0,4  | 1,6   | 3,2  | 6,9  | 9,8  | 12,2 | 12,0 | 9,8  | 6,6  | 3,3   | 1,1   | 5,5   |
| Laagste minimum (°C)                                                | −19,9 | −16,3 | −16,3 | −5,9 | −1,7 | 1,3  | 5,7  | 5,4  | 2,0  | −6,5 | −14,2 | −19,2 | −19,9 |
|                                                                     |       |       |       |      |      |      |      |      |      |      |       |       |       |
| Neerslag (mm)                                                       | 65,6  | 42,1  | 59,4  | 38,4 | 51,4 | 68,7 | 64,2 | 60,2 | 82,1 | 78,4 | 83,7  | 73,0  | 767,2 |
| Bron: KNMI: Langjarige gemiddelden en extremen, tijdvak 1971 – 2000 |       |       |       |      |      |      |      |      |      |      |       |       |       |

## Architectuur

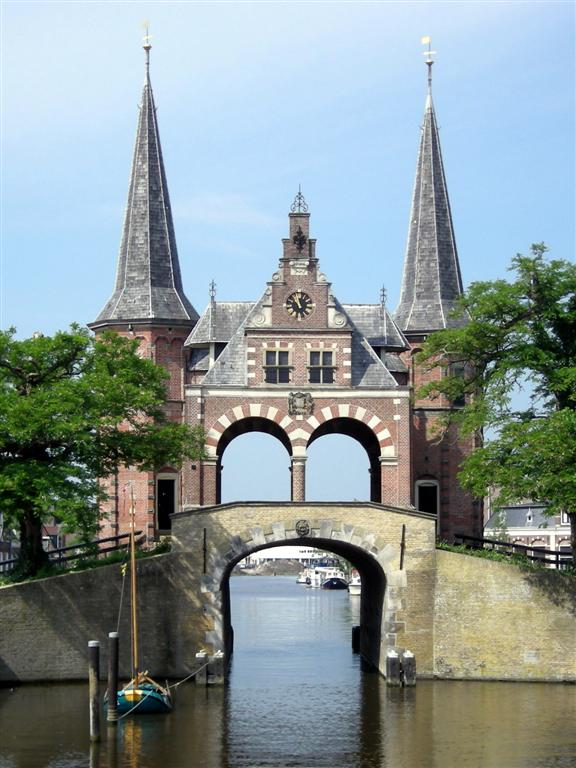
Sneeker Waterpoort

In de Top 100 van de Rijksdienst voor de Monumentenzorg staan drie rijksmonumenten uit Friesland, waarvan twee in Franeker: het stadhuis en het planetarium. Het derde is het ir. D.F. Woudagemaal, dat tevens het enige bouwwerk in Friesland is dat tot het Werelderfgoed behoort.
Van de vele kerken in Friesland zijn er ook kerken die hun functie gaan verliezen. Vijfenvijftig (2023) middeleeuwse kerken zijn eigendom van de Stichting Alde Fryske Tsjerken.
De meer dan zestig klokkenstoelen staan vooral in kleine plaatsen, meestal zonder kerk, of bij een kerk zonder klok.
Van de molens in Friesland zijn er meer dan veertig eigendom van de Stichting De Fryske Mole. De provincie heeft relatief ook nog veel windmotoren. De watertorens en de meeste vuurtorens hebben hun functie verloren.
De Toren van Spannenburg is, met 118 m hoogte, het hoogste gebouw van Friesland, op de voet gevolgd door de Achmeatoren in Leeuwarden. De Sneeker Waterpoort is de bekendste waterpoort van Nederland.
De provincie Friesland telt 4163 gebouwde rijksmonumenten in het rijksmonumentenregister (augustus 2014). Leeuwarden (616) en Harlingen (517) zijn de twee plaatsen met de meeste rijksmonumenten. In een overzicht van plaatsen in Nederland met de meeste monumenten staan ze respectievelijk op de 11e en 15e plaats.

## Verkeer en vervoer

### Wegen
- Verkeersknooppunten: Heerenveen, Joure Leeuwarden en Zurich.
- Rijkswegen: A6, A7/N7, A31/N31 en A32/N32.
- Provinciale wegen: N351, N353, N354, N355, N356, N357, N358, N359, N361, N369, N380, N381, N383, N384, N390, N392, N393, N712, N910, N913, N917, N918, N919, N924, N927, N928 en N979.

Er liggen veertien aquaducten in Friesland, waarvan zes in rijkswegen.

### Spoorwegen

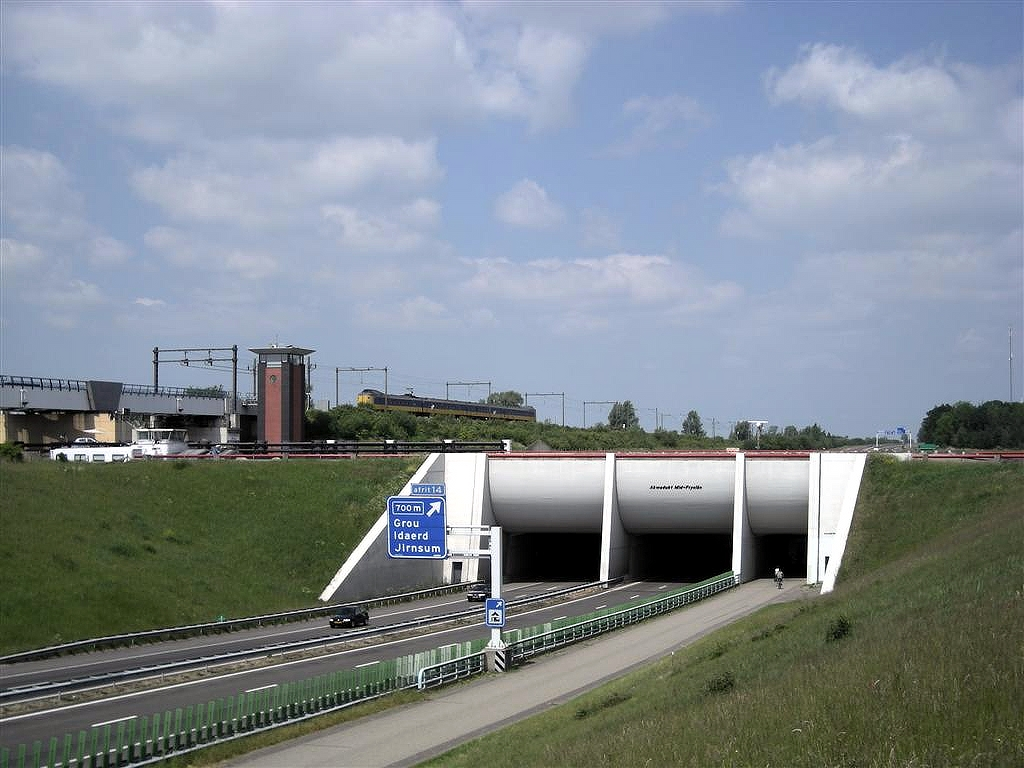
Akwadukt Mid-Fryslân in de A32 bij Grou en het Prinses Margrietkanaal naast de spoorlijn

In Friesland zijn vier spoorlijntrajecten in gebruik:
- Leeuwarden – Zwolle. Treindienst door NS. Stations in Friesland: Leeuwarden – Grou-Jirnsum – Akkrum – Heerenveen – Heerenveen IJsstadion en Wolvega.
- Leeuwarden – Groningen. Treindienst door Arriva. Stations in Friesland: Leeuwarden – Leeuwarden Camminghaburen – Hurdegaryp – Feanwâlden – De Westereen (Zwaagwesteinde) en Buitenpost.
- Leeuwarden – Harlingen. Treindienst door Arriva. Stations: Leeuwarden – Deinum – Dronryp – Franeker – Harlingen en Harlingen Haven.
- Leeuwarden – Stavoren. Treindienst door Arriva. Stations: Leeuwarden – Mantgum – Sneek Noord – Sneek – IJlst – Workum – Hindeloopen – Koudum-Molkwerum en Stavoren.

Voormalige spoorlijnen: Leeuwarden – Anjum, Stiens – Harlingen en Tzummarum – Franeker. De Nederlandsche Tramweg Maatschappij had een aantal tramlijnen in Friesland.
Toekomstige spoorlijn: de spoorlijn Heerenveen – Drachten – Groningen, of een deel ervan, is een mogelijk compensatieproject voor het afblazen van de Zuiderzeelijn.

### Scheepvaart
De haven van Harlingen is de belangrijkste haven van Friesland met twee industriehavens voor de zeeschepen. De veerboten liggen in de Veerhaven. Ook is er een bruine vloot.
De belangrijkste vaarwegen voor de binnenvaart zijn het Prinses Margrietkanaal en het Van Harinxmakanaal. De Lijst van Friese meren en de meeste andere Friese wateren zijn er voor de pleziervaart. In de zomermaanden is de Johan Frisosluis in Stavoren een van de drukste sluizen in Friesland. Friesland telt meer dan 200 jachthavens.
Veerdiensten in Friesland zijn er over de Waddenzee van en naar de Friese Waddeneilanden en de veerponten over de kanalen.

### Vliegvelden
- Ameland Airport Ballum is een vliegveld gelegen bij Ballum op Ameland.
- Vliegbasis Leeuwarden is een vliegbasis van de Koninklijke Luchtmacht ten noorden van Leeuwarden.
- Vliegveld Drachten is een vliegveld nabij Drachten.
- Vlieland Heliport is de helikopterhaven op Vlieland.